# Mathieu Spoel
Mathieu Spoel (Jemeppe-sur-Meuse, 24 december 1883 – Brussel, 6 februari 1960) was een Belgisch componist en dirigent.

## Levensloop
De ouders wilden van geen muzikale loopbaan weten en zo werd hij bediende. Maar Mathieu Spoel studeerde aan het Koninklijk Conservatorium Luik in Luik met het hoofdvak trompet bij Carlier. Op 17-jarige leeftijd werd hij trompettist bij de Muziekkapel van het 12e Linie-Regiment. Verder studeerde hij HaFa-directie en maakte daarvoor in 1917 zijn diploma. 
Vervolgens werd hij kapelmeester van het 6e Linie-Regiment en vanaf 1926 bij het 8e Linie-Regiment. In 1937 ging hij met pensioen. Naast zijn dirigentschap bij de militaire muziekkorpsen was hij ook dirigent bij verschillende burgerlijke harmonie- en fanfareorkesten, zoals bij het Harmonieorkest "De goede vrienden" uit Tielt.

## Composities

### Werken voor harmonieorkest
- 1914 Marche des Alliés (opgedragen aan George V van het Verenigd Koninkrijk)
- Apollon Ouverture
- Dressuur, voor harmonieorkest
- Herinnering aan Italië, voor cornet solo en harmonieorkest
- Mars C'est La Guerre
- Mars Au Revoir

### Muziektheater

#### Operettes
- Conte Galant